# Microsoft Internet Security and Acceleration Server
Microsoft Internet Security and Acceleration Server (ISA-server) är en serverlösning från Microsoft med brandväggs- och gateway-funktionalitet. ISA Server har döpts om till Threat Management Gateway.